# Endre Granat
Endre Granat (nacido el 3 de agosto de 1937, Miskolc, Hungría) es una violinista húngaro. Granat estudió en la Franz Liszt Academy, la Escuela de Música Jacobs de la Universidad de Indiana Bloomington y la USC Thornton School of Music de la Universidad del Sur de California.